# Andrea Angelucci
Andrea Angelucci (Spello, 11 giugno 1974 – Volperino, 1º ottobre 2009) è stato un militare italiano, Maresciallo Capo dell'Arma dei Carabinieri insignito di medaglia d'Oro al Valor Civile alla memoria.

## Riferimenti
Nel comune di Spello, in provincia di Perugia, è stata apposta una lastra in occasione dell'intitolazione della Stazione Carabinieri al Maresciallo Capo Andrea Angelucci M.O.V.C. inaugurata dal Comandante Generale dell'Arma Generale di Corpo d'Armata Leonardo Gallitelli. La cerimonia è avvenuta alla presenza della alte cariche militari, civili e religiose (10 settembre 2013).https://www.pietredellamemoria.it/pietre/lastra-al-maresciallo-capo-andrea-angelucci-m-o-v-c/.
Alla sua memoria è intitolata, dal 30 settembre 2010, la Caserma sede della Stazione Carabinieri di Colfiorito (PG), dal 13 aprile 2011 la Caserma sede della Stazione Carabinieri di Corinaldo (AN). 